# USS John R. Pierce (DD-753)
L'USS John R. Pierce (DD-753), de la classe Allen M. Sumner, est le seul navire de la marine américaine à porter le nom du capitaine de corvette John Reeves Pierce (en), qui commandait l'USS Argonaut, un sous-marin de transport, perdu au combat en janvier 1943. Pierce a été décoré à titre posthume de la Navy Cross.
Le John R. Pierce a été déposé par la Bethlehem Steel Co. de Staten Island, à New York, le 24 mars 1944 et lancé le 1er septembre 1944 ; il est parrainé par Mme Mary Taylor Pierce, veuve du lieutenant commandant Pierce. Le navire a été mis en service le 30 décembre 1944 au Brooklyn Navy Yard, sous le commandement du commandant C. R. Simmers.

## Historique de service

### Seconde Guerre mondiale
Suite un entraînement au large des Bermudes, le John R. Pierce a opéré à partir de Norfolk, en Virginie, au printemps 1945, formant les équipages des destroyers et menant des patrouilles de lutte anti-sous-marine (ASW) le long de la côte est. Il a pris la mer le 17 juin 1945 pour prendre son service dans le Pacifique, et est arrivé à Pearl Harbor le 6 juillet. Parti le 12 août comme escorte d'une force de frappe de porte-avions croiseurs envoyée pour attaquer l'île de Wake, il reçoit l'ordre de cesser ses opérations offensives le 15 août. Il s'est ensuite dirigé vers le Japon via Eniwetok et est arrivé à Wakayama, Honshū le 15 septembre en tant qu'escorte d'un convoi de troupes d'occupation. Les membres de l'équipage ont été les premiers Américains à entrer à Hiroshima après l'attaque à la bombe atomique.

### Après-guerre
Pendant les trois mois suivants, il a opéré dans la mer intérieure japonaise, couvrant les débarquements d'occupation et aidant à la libération des prisonniers de guerre alliés. Le 21 décembre 1945, il a quitté Kure (Honshū) pour Shanghai, en Chine, afin de soutenir les nationalistes chinois dans leur conflit avec les communistes pour le contrôle du continent. Il a également dirigé le « North China Omnibus Courier Run » entre la Chine et la Corée jusqu'au 6 mars 1946, date à laquelle il a quitté Qingdao, en Chine, pour les États-Unis.
Arrivée à San Francisco le 27 mars, il est désactivé le 16 septembre. Le John R. Pierce s'embarque ensuite pour San Diego le 17 janvier 1947, est désarmé le 24 janvier et entre dans le groupe de San Diego, flotte de réserve du Pacifique, le 1er mai.
Le John R. Pierce est remis en service le 11 avril 1949, sous le commandement du commandant O. W. Goepner. Affecté à la flotte de l'Atlantique, il part le 11 juillet pour Norfolk. Arrivé le 5 août, il entame douze mois d'opérations atlantiques qui s'étendent du Groenland à la zone du canal de Panama. Sous le commandement du commandant J. R. Wadleigh, il est affecté à Norfolk le 8 août 1950 pour servir dans la 6e flotte. Avant de retourner aux États-Unis le 23 janvier 1951, il opère en Méditerranée, de Gibraltar à la Crète, et le long de la côte occidentale de l'Europe, de l'Angleterre à la Norvège.

## Récompenses
Le John R. Pierce a reçu une Battle Star pour son service pendant la guerre de Corée.